# Menophra serrataria
Menophra serrataria là một loài bướm đêm trong họ Geometridae.